# أليكس فارمر
أليكس فارمر (بالإنجليزية: Alex Farmer)‏ هو لاعب كرة قاعدة أمريكي، ولد في 9 مايو 1877، وتوفي في 5 مارس 1920 في ذا برونكس في الولايات المتحدة.

## وصلات خارجية
- أليكس فارمر على موقعبيزبول رفرنس.كوم (الدوري الرئيسي) (الإنجليزية)
- أليكس فارمر على موقعبيزبول رفرنس.كوم (الدوري الثانوي) (الإنجليزية)